# آپر سدل ریور (نیوجرسی)
آپر سدل ریور (به انگلیسی: Upper Saddle River) شهری در ایالت نیوجرسی کشور ایالات متحده آمریکا است که جمعیت آن در سرشماری سال ۲۰۱۰ میلادی، ۸٬۲۰۸ نفر بوده‌است.